# Jivo
Jivo (ранее — JivoSite) — онлайн-консультант, является самым популярным в России и третьим по популярности в мире в категории Live Chat. Позволяет связаться с клиентами через чат на сайте, соцсети, мессенджеры, приложения и электронную почту; подключить телефонию и обратные звонки; имеет встроенную CRM и корпоративный чат.

## Цифры и факты о компании
Jivo установлен на 275 000 сайтов по всему миру. Компания работает на рынках России и СНГ, Бразилии и Латинской Америки, Турции, США и Европы. В 2020 году в компании работает 117 человек.

## Возможности
Основная функция Jivo — чат, который можно установить на сайт и общаться с клиентами, а также — принимать входящие обращения из мессенджеров и социальных сетей. Также с помощью встроенной виртуальной АТС можно звонить и принимать звонки, отправлять и получать СМС от клиентов, делать переадресацию и настраивать автоответчик. Для общения внутри бизнеса есть корпоративный чат для сотрудников. Есть веб-версия, а также приложения для Windows, Mac, Android и iPhone.

## Интеграции
Jivo работает с Apple Business Chat, ВКонтакте, Facebook, Telegram, WhatsApp, Авито, Viber, e-mail, Яндекс.Диалогами. Присутствует интеграция с Albato или Zapier. Также к Jivo можно подключить прием платежей в чате, интегрировать с CMS и CRM-системами. Есть возможность подключить чат-бота.

## Тарификация
Jivo работает по модели freemium. Есть три тарифа: базовый, профессиональный и корпоративный. Базовый — бесплатный, позволяет устанавливать чат на неограниченное количество сайтов, поддерживает 20 языков, есть командные чаты для любого количества сотрудников и поддержка 24/7.
В профессиональной версии не ограничен срок хранения переписки с клиентами, можно наблюдать за поведением пользователя в реальном времени, передавать чат другим операторам и подключить чат-бота. Также в профессиональной версии можно убрать логотип Jivo, настроить всплывающие сообщения для начала диалога. Операторы могут ставить себе задачи и напоминания, а владелец бизнеса — контролировать их работу с клиентами.
В корпоративной версии есть все функции профессионального тарифа и ряд дополнительных настроек: изменить стиль чата, распределить диалоги по отделам, персональный аккаунт-менеджер и расширенный API для разработчиков.

## История компании
Основатель Jivo — Тимур Валишев, выпускник Московского государственного технического университета им. Н. Э. Баумана, обладатель степени MBA Калифорнийского университета. В 2011 для развития компании Octoline Валишеву понадобился онлайн-консультант, в связи с чем в 2012 году вместе с однокурсником Николаем Иванниковым разработал онлайн-чат для бизнеса для общения между менеджером и клиентами — JivoSite. Валишев и Иванников запустили продукт на собственные средства — 120 тысяч рублей.
Первых пользователей привлекли возможностью бесплатно использовать чат. В бесплатной версии в окне чата на сайте клиента находится ссылка «Бизнес-мессенджер Jivo» — реклама в обмен на бесплатную версию продукта. Такая модель развития до сих пор помогает привлекать новых пользователей.
После успеха в России и СНГ JivoSite вышли на другие рынки. Продукт не только переводили на иностранные языки, но и адаптировали под конкретные страны. Например, для США пришлось изменить название на «JivoChat» и нанять местных сотрудников в офис в Денвере.
Один из способов расширения клиентской базы Jivo — покупка конкурентов. В 2019 году компания JivoSite купила бразильский бизнес-чат Moxchat за $10 тысяч. Таким образом удалось привлечь 1800 новых пользователей, которые установили на свои сайты чат JivoSite (всего у Moxchat было 2000 клиентов).
В 2020 году JivoSite переименован в Jivo. К этому времени продукт из онлайн-чата на сайте превратился в омниканальный бизнес-мессенджер.
Победитель премии «Тэглайн 2016» в номинации «Лучший онлайн-консультант», обладатель премии «Большой оборот-2018» в номинации «Коммуникация с клиентом».